# Chirita pseudoheterotricha
Chirita pseudoheterotricha är en tvåhjärtbladig växtart som beskrevs av T.J. Zhou, B. Pan och W.B. Xu. Chirita pseudoheterotricha ingår i släktet Chirita och familjen Gesneriaceae. Inga underarter finns listade i Catalogue of Life.